# USS Philippine Sea (CV-47)
USS Philippine Sea (CV-47) — американский авианосец типа «Эссекс» времён Второй мировой войны.

## История
Авианосец был заложен 19 августа 1944 года на верфи Bethlehem Steel Company в Куинси (штат Массачусетс) под названием Wright, в честь одного из братьев Райт, но 13 февраля 1945 года был переименован в Philippine Sea в честь победы в сражении в Филиппинском море. Спущен на воду 5 сентября 1945 года. Крёстная мать — жена губернатора Кентукки Альберта Чандлера. Вступил в строй 11 мая 1946 года. Первый командир кэптен (капитан 1-го ранга) Делберт Стротер Корнуэл. 13 сентября 1945 года после задержки, вызванной некомплектом экипажа из-за послевоенной демобилизации, Вышел на ходовые испытания. После ходовых испытаний 17 сентября принял на борт 20 авиакрыло из двух эскадрилий истребителей F8F Bearcat, эскадрильи пикирующих бомбардировщиков SB2C Helldiver и эскадрильи торпедоносцев TBM-3E Avenger общим количеством 90 машин. 30 сентября командир авиакрыла командор (капитан 2-го ранга) Роберт Милнер совершил первый взлёт с палубы Philippine Sea на истребителе Bearcat. январе 1947 г, после завершения тренировок личного состава, «Philippine Sea» совершил поход к антарктической станции «Литл Америка», оставив там экспедиционную партию. Принял активное участие в Корейской войне, был флагманом ударной группы Task Force 77, количество самолёто-вылетов достигало 140 в день. Всего совершил 4 похода к берегам Кореи:
- 5 июля 1950 — 26 марта 1951,
- 28 марта — 9 июня 1951,
- 31 декабря 1951 — 8 августа 1952,
- 15 декабря 1952 — 14 августа 1953.

Интервал между первым и вторым походами составил всего двое суток. За действия в Корее «Филиппин Си» получил 9 боевых звёзд. С 1 октября 1952 года переклассифицирован в атакующий авианосец, получил индекс CVA-47. 26 июля 1954 года два самолёта с «Филиппин Си», патрулировавшие район острова Хайнань, где несколькими днями ранее был сбит американский пассажирский самолёт, сбили два китайских истребителя Ла-7.
С 9 по 15 ноября 1957 года принимал участие в поисках самолёта компании Pan Am, пропавшего над океаном при полёте с Гавайских островов в Сан-Франциско, однако удалось найти только отдельные фрагменты и несколько тел.
28 декабря 1958 года авианосец был выведен из боевого состава флота и отправлен в резерв. 15 мая 1959 года переклассифицирован в авиатранспорт, получил индекс AVT-11, прослужил в этом качестве ещё 10 лет. «Филиппин Си» был исключён из списков флота 1 декабря 1969 года и 23 марта 1971 года был продан для разделки на металл.